# 王嘉男
王嘉男（1996年8月27日—），辽宁沈阳人，中国田径运动员。

## 生平
早年是一名撑杆跳选手，后来来到江苏徐州进行田径训练，从14岁时开始练十项全能，之后进入江苏田径队，2012年开始，专攻跳远项目。曾在2013年亚洲田径锦标赛中以7.95米的成绩获得跳远项目金牌。在2014年世界青年田径锦标赛中以7.93米的成绩获得跳远项目金牌。2015年8月25日，王嘉男在北京举行的第十五届世界田径锦标赛上，以8米18的成绩赢得铜牌，成为首个在世锦赛跳远项目中获得奖牌的亚洲人。
2016年8月13日，他在里约奥运会跳远决赛中以8米17排名第五位。
2018年8月26日，他在雅加達亞運會男子跳遠項目決賽中奪得金牌。
2022年7月16日，他在2022年世界田径锦标赛男子跳远决赛中最后一跳绝杀2020年东京奥运会冠军米尔蒂亚季斯·滕托格卢，以8米36的成绩取得冠军。他也成为了中国队继刘翔、王浩、陈定后第四位男子田径世锦赛冠军，也是其中第一位田賽冠軍。

## 國際大型運動賽會
| 年   | 賽事                 | 舉辦城市                       | 名次  | 項目 | 記錄                       |
| ---- | -------------------- | ------------------------------ | ----- | ---- | -------------------------- |
| 2013 | 亞洲田徑錦標賽       | 印度馬哈拉什特拉邦浦納         | 金牌  | 跳遠 | 7.95公尺（Season Best）    |
| 2013 | 世界田徑錦標賽       | 俄羅斯莫斯科                   | 11q2  | 跳遠 | 7.59公尺                   |
| 2014 | 世界青年田徑錦標賽   | 美国俄勒岡州雷恩郡尤金         | 金牌  | 跳遠 | 8.08公尺                   |
| 2015 | 世界田徑錦標賽       | 中国北京市                     | 銅牌  | 跳遠 | 8.18公尺                   |
| 2016 | 世界室內田徑錦標賽   | 美国俄勒岡州马尔特诺马郡波特蘭 | 第8名 | 跳遠 | 7.93公尺                   |
| 2016 | 夏季奧林匹克運動會   | 巴西里約熱內盧                 | 第5名 | 跳遠 | 8.17公尺                   |
| 2017 | 世界田徑錦標賽       | 英国 英格兰倫敦                | 第7名 | 跳遠 | 8.23公尺（Season Best）    |
| 2018 | 中日韓田徑對抗賽     | 日本北海道札幌市               | 銀牌  | 跳遠 | 7.85公尺                   |
| 2018 | 亞洲運動會           | 印度尼西亞雅加達               | 金牌  | 跳遠 | 8.24公尺（亞洲運動會紀錄） |
| 2018 | IAAF Continental Cup | 捷克奧斯特拉瓦                 | 第5名 | 跳遠 | 7.95公尺                   |
| 2019 | 世界田徑錦標賽       | 杜哈                           | 第6名 | 跳遠 | 8.20公尺（Season Best）    |
| 2021 | 夏季奧林匹克運動會   | 日本東京都                     | 10q1  | 跳遠 | 7.81公尺                   |
| 2022 | 世界田徑錦標賽       | 美国俄勒岡州雷恩郡尤金         | 金牌  | 跳遠 | 8.36公尺（Season Best）    |
| 2023 | 世界田徑錦標賽       | 匈牙利布達佩斯                 | 第5名 | 跳遠 | 8.05公尺                   |
| 2023 | 亞洲運動會           | 中国浙江省杭州市               | 金牌  | 跳遠 | 8.22公尺                   |

| 年   | 賽事               | 舉辦城市         | 名次 | 項目 | 記錄     |
| ---- | ------------------ | ---------------- | ---- | ---- | -------- |
| 2019 | 世界軍人田徑錦標賽 | 中国湖北省武漢市 | 金牌 | 跳遠 | 8.15公尺 |

## 外部連結
- 王嘉男在国际奥林匹克委员会的资料
- 王嘉男在的頁面